# Бедингфилд, Наташа
Ната́ша Энн Беди́нгфилд (англ. Natasha Anne Bedingfield; род. 26 ноября 1981) — английская певица и автор песен.

## Ранние годы
Бедингфилд родилась в Хэйуордс-Хите, Западный Суссекс (позже переехала в Льюишэм, южный Лондон) в семье новозеландцев Молли и Джона Бедингфилдов, которые работали в международном благотворительном секторе, ориентированном на проекты в области городского образования, примирения, реабилитации наркомании и долгосрочного развития общин, наряду с инициативами местных органов власти и сообществами, основанными на вере, в Европе, Азии и Латинской Америке. У Бедингфилд трое братьев и сестёр: братья Дэниел, Джошуа и младшая сестра Никола. Интерес к музыке был воодушевлён в ней родителями, и она брала уроки игры на гитаре и фортепиано в детстве. Когда Бедингфилд была подростком, она и её брат Дэниел и сестра Никола образовали танцевально-электронную группу «The DNA Algorithm». Группа предоставила Бедингфилд возможность исследовать различные музыкальные жанры и расширить свои способности к написанию песен. Она была вокалисткой в группе, в основном, исполняла танцевальную поп-музыку о независимости и посвящении — эти темы, будут отражены в её собственных сольных композициях. В возрасте 14-ти лет Бедингфилд вокалировала на Origins Refined Intricacy (Steelyard Records).

## Карьера
Бедингфилд год посещала Университет Гринвича, где она изучала психологию, затем сосредоточилась на пении и написании песен. Сначала она записывала демоверсии в гаражах друзей, у которых были студии звукозаписи, которые она подарила звукозаписывающим компаниям. В течение 1990-х и начале 2000-х годов Бедингфилд сочиняла и записывала песни для Лондонской церкви Хиллсонг. В 2004 году её записи появились на живом альбоме церкви Shout God's Fame и в детском альбоме «Jesus Is My Superhero от Hillsong Music Australia».
Ее дебютный студийный альбом Unwritten был выпущен в сентябре 2004 года в сотрудничестве со Стивом Кипнером, Даниэль Брисебуа, Ником Лейчи, Джеймсом Рейли, Эндрю Фрэмптоном, Уэйном Уилкинсом, Карой Диогуарди, Гаем Чемберсом, Патриком Леонардом и рэпером Bizarre. Альбом содержал песни в стиле поп-рок и ритм-энд-блюз. Тексты песен Бедингфилд были посвящены независимости, оппортунизму и расширению прав и возможностей женщин. Отзывы об альбоме были в целом положительными, и сайт Allmusic охарактеризовал его как хорошо сделанный поп-альбом для нового тысячелетия. Альбом дебютировал на первом месте в UK Albums Chart и попал в тридцатку лучших в США. Он стал мультиплатиновым в Великобритании и золотым в США.
На церемонии вручения премии Brit Awards 2005 Бедингфилд была номинирована на четыре премии, но не выиграла ни в одной из номинированных ею категорий. Она также была номинирована на премию Brit Awards 2006, а в 2007 году — на Лучшее женское поп-вокальное исполнение на премии Грэмми 2007 года, хотя снова не смогла победить ни в одной из номинированных категорий.
Второй альбом Бедингфилд, N.B., был выпущен в Европе в апреле 2007 года. Он получил смешанные отзывы критиков и достиг 9-го места в Великобритании. Чтобы продвинуть альбом, Бедингфилд отправилась в турне FutureSex/LoveShow в мае 2007 года.
15 июля она объявила в Twitter, что ее третий альбом будет называться Strip Me. Первоначально релиз альбома был запланирован на 9 ноября 2010 года, но в итоге состоялся 7 декабря.
В том же году Бедингфилд объединила усилия с Avon в качестве судьи на конкурсе Avon Voices, первом в истории Avon глобальном онлайн-конкурсе певческих талантов.
В 2013 году она написала музыку к синглу итальянской певицы Джорджии «Non mi ami», вошедшему в альбом Senza Paura. В 2014 году Бедингфилд внесла свой вклад в саундтрек к диснеевскому анимационному фильму «Феи: Загадка пиратского острова», выпустив трек под названием «Who I Am».
Позже, в 2015 году, певица приняла участие в записи альбома Welcome to Our Christmas Party и гастролировала с группой Band of Merrymakers в 2015 и 2016 годах. В это время она также сотрудничала с бельгийским продюсером Basto. В марте 2016 года дуэт выпустил сингл под названием «Unicorn».
В конце 2016 года Бедингфилд гастролировала по Европе с Night of the Proms. В январе 2017 года было объявлено, что она выступит на разогреве у группы Train в рамках летнего концертного тура 2017 года. 10 марта 2017 года она записала песню «More Of Me» к саундтреку фильма «Рапунцель: Дорога к мечте». 
30 августа 2019 года был выпущен её четвертый студийный альбом Roll with Me.
В 2022 году она выступила на разогреве у Льюиса Капальди. В 2023 году песня «Unwritten» прозвучала в фильме «Кто угодно, но не ты», что вызвало новый интерес к ней. Бедингфилд исполнила эту песню вместе с актёрами фильма Сидни Суини и Гленом Пауэллом на церемонии вручения премии People's Choice Awards.
В августе 2024 года Бедингфилд выступила перед британскими спортсменами на Олимпийских играх в Париже вместе с Кэт Бернс.

## Личная жизнь
21 марта 2009 года Бедингфилд вышла замуж за американского бизнесмена Мэтта Робинсона. У них есть сын — Соломон Дилан Робинсон (род. 31 декабря 2017).

## Дискография

### Альбомы
- Unwritten (6 сентября 2004)
- N.B. (30 апреля 2007), издан в США и Канаде под названием Pocketful Of Sunshine (22 январь 2008)
- Strip Me (7 декабря 2010), издан в Европе под названием Strip Me Away (13 мая 2011)

### Синглы
| Название                                                                                | Год  | Пик позиции в чарте | Пик позиции в чарте | Пик позиции в чарте | Пик позиции в чарте | Пик позиции в чарте | Пик позиции в чарте | Пик позиции в чарте | Пик позиции в чарте | Пик позиции в чарте | Пик позиции в чарте | Сертификация                      | Альбом                |
| Название                                                                                | Год  | UK                  | AUS                 | AUT                 | CAN                 | GER                 | IRE                 | NL                  | NZ                  | SWI                 | US                  | Сертификация                      | Альбом                |
| --------------------------------------------------------------------------------------- | ---- | ------------------- | ------------------- | ------------------- | ------------------- | ------------------- | ------------------- | ------------------- | ------------------- | ------------------- | ------------------- | --------------------------------- | --------------------- |
| Single                                                                                  | 2004 | 3                   | —                   | —                   | —                   | —                   | 7                   | 80                  | —                   | —                   | 57                  |                                   | Unwritten             |
| These Words                                                                             | 2004 | 1                   | 5                   | 2                   | —                   | 2                   | 1                   | 6                   | 2                   | 8                   | 17                  | - AUS: Gold - US: Gold            | Unwritten             |
| Unwritten                                                                               | 2004 | 6                   | 26                  | 18                  | 4                   | 22                  | 9                   | 8                   | 15                  | 26                  | 5                   | - US: 2× Platinum                 | Unwritten             |
| I Bruise Easily                                                                         | 2005 | 12                  | —                   | 46                  | —                   | 46                  | 17                  | 37                  | —                   | 53                  | —                   |                                   | Unwritten             |
| I Wanna Have Your Babies                                                                | 2007 | 7                   | 50                  | 50                  | —                   | 39                  | 8                   | 29                  | —                   | 100                 | —                   |                                   | N.B.                  |
| Soulmate                                                                                | 2007 | 7                   | —                   | 7                   | —                   | 12                  | 28                  | 24                  | —                   | 7                   | —                   | - GER: Gold                       | N.B.                  |
| Love Like This (featuring Sean Kingston)                                                | 2007 | 20                  | —                   | —                   | 9                   | 33                  | 34                  | —                   | 5                   | —                   | 11                  | - US: Platinum                    | Pocketful of Sunshine |
| Say It Again                                                                            | 2007 | —                   | —                   | —                   | —                   | —                   | —                   | —                   | —                   | —                   | —                   |                                   | N.B.                  |
| Pocketful of Sunshine                                                                   | 2008 | —                   | —                   | —                   | 3                   | —                   | —                   | —                   | —                   | —                   | 5                   | - CAN: Platinum - US: 2× Platinum | Pocketful of Sunshine |
| Angel                                                                                   | 2008 | —                   | —                   | —                   | 41                  | —                   | —                   | —                   | —                   | —                   | 63                  |                                   | Pocketful of Sunshine |
| Soulmate                                                                                | 2008 | —                   | —                   | —                   | 79                  | —                   | —                   | —                   | —                   | —                   | 96                  |                                   | Pocketful of Sunshine |
| Touch                                                                                   | 2010 | —                   | —                   | —                   | 60                  | —                   | —                   | —                   | —                   | —                   | —                   |                                   | Strip Me              |
| Strip Me                                                                                | 2010 | —                   | —                   | —                   | 65                  | —                   | —                   | —                   | —                   | —                   | 91                  |                                   | Strip Me              |
| Pocketful of Sunshine                                                                   | 2011 | —                   | —                   | 68                  | —                   | 34                  | —                   | —                   | —                   | —                   | —                   |                                   | Strip Me Away         |
| «—» обозначает, что композиция не участвовала в чартах или не издавалась в этой стране. |      |                     |                     |                     |                     |                     |                     |                     |                     |                     |                     |                                   |                       |